# Erik Bottroff
Erik Bottroff (* 9. Februar 1990 in Lutherstadt Wittenberg) ist ein deutscher Tischtennisspieler. Er wurde 2020 deutscher Vize-Meister im Mixed.

## Werdegang
Die ersten Erfolge erzielte Erik Bottroff 2008, als er Deutscher Jugendmeister im Einzel und Doppel mit David Steinle wurde und zudem bei den TOP-12 der Jugend siegte. 2009, 2015, 2017 und 2018 wurde er Westdeutscher Meister im Einzel. Bei deutschen Meisterschaften kam er 2015 und 2016 bis ins Viertelfinale. Seinen bisher (2020) größten Erfolg erzielte er bei der Deutschen Meisterschaft 2020 in Chemnitz. Hier kam er im Doppel mit Alexander Flemming bis ins Halbfinale, im Mixed mit Nadine Bollmeier erreichte er das Endspiel. Von 2010 bis 2020 stand er insgesamt sechsmal im Doppel-Halbfinale.
In der Saison 2009/10 wurde Erik Bottroff mit dem Verein TTC Ruhrstadt Herne Meister der 2. Bundesliga Nord. Seit 2013 hält sich Bottroff mit seinem Verein Borussia Dortmund in der 2. Tischtennis-Bundesliga. Hier spielt er im vorderen Paarkreuz und hat hier immer eine positive Bilanz.

## Privat
Erik Bottroff ist verheiratet und hat zwei Kinder.  Er arbeitet bei dem Tischtennisunternehmen Schöler+Micke.